# Hermann Board
Hermann Board (né le 13 octobre 1867 à Essen et mort le 21 février 1918 à Düsseldorf) est un architecte et historien de l'art prussien.

## Biographie
Hermann Board est le fils du maître maçon Hermann Board (mort en 1869) et étudie à l'école secondaire municipale d'Essen. Il suit ensuite un apprentissage de quatre ans en tant qu'architecte et étudie à l'école de formation municipale d'Essen, l'école technique commerciale de Cologne et l'université technique de Charlottenbourg. Il travaille ensuite pendant sept ans au bureau de construction de la société minière Fried. Krupp AG (de) et enseigne en même temps comme enseignant dans les classes de construction des écoles municipales de formation technique et supérieure d'Essen. Cela est suivi de quatre ans en tant qu'architecte indépendant à Essen avant de terminer ses études en histoire de l'art à l'Université de Bonn avec Paul Clemen, à l'Université de Strasbourg avec Georg Dehio et à l'Université de Heidelberg avec Henry Thode. En 1903, il obtient son doctorat à Heidelberg avec une thèse sur l'église Sainte-Marie-du-Capitole à Cologne. La même année, il devient conservateur des collections d'art de Friedrich Schaarschmidt, bibliothécaire et secrétaire de l'Académie des beaux-arts de Düsseldorf, où il enseigne également l'histoire de l'art. En 1908, il reçoit le titre de professeur. En 1910, l'Autriche lui décerne l'ordre de la Couronne de fer.

## Travaux (sélection)
- S. Maria im Kapitol zu Köln. Ein Beitrag zur Geschichte der frühromanischen Baukunst am Niederrhein. Dissertation, Heidelberg 1904. (Digitalisat)